# 江溪街道
31°34′19″N 120°19′55″E / 31.57193°N 120.33198°E
江溪街道，是中华人民共和国江苏省无锡市新吴区下辖的一个乡镇级行政单位。

## 行政区划
江溪街道下辖以下地区：
华丰社区、江溪社区、春勤社区、卫星社区、景渎社区、叙丰社区、前进社区、塘南社区、曙光社区、兴竹社区、东风社区、风雷社区、太湖花园第一社区、太湖花园第二社区、叙康里社区、奕淳社区、叙丰里社区、春明社区、春阳社区、朝阳社区、坊前社区、永丰社区、农丰社区、协新社区、欧典家园社区、叙丰家园社区、前进花园社区、万裕苑第一社区、万裕苑第二社区、新丰苑第一社区、新丰苑第二社区、春城家园社区和经济发展园社区。